# Sudel
Le Sudel est un sommet du massif des Vosges culminant à 915 mètres d'altitude.

## Géographie
Le sommet culminant à 915 mètres d'altitude se situe à la limite des communes de Masevaux dans le Haut-Rhin et de Rougemont-le-Château dans le Territoire de Belfort.
Sur le flanc nord, cinq sources sont captées et le ruisseau Odilennaechle s'écoule vers Masevaux. À l'est s'écoule le Grambaechle et le Talungunzbach. Enfin le ruisseau de la Saint-Catherine s'écoule le long du flanc sud.

## Histoire
Au cours de la Première Guerre mondiale, le 320e régiment d'infanterie établit des tranchées dans le secteur. Une température de −30 °C est enregistrée au Sudel en novembre 1916 ; le vin gèle dans les tonneaux[réf. nécessaire]. Le « premier soldat de France », Albert Séverin Roche, se retrouve un jour être le seul survivant de la position. Il utilise alors tous les fusils des morts avec lesquels il tire alternativement faisant croire à l’ennemi à la résistance d’une garnison, mettant ceux-ci en déroute.

## Activités
La chapelle Sainte-Catherine et la fontaine du même nom sont situées sur le flanc sud-est du Sudel. Plusieurs sentiers de randonnée permettent de visiter la montagne, notamment le GR 532 qui passe par le sommet.

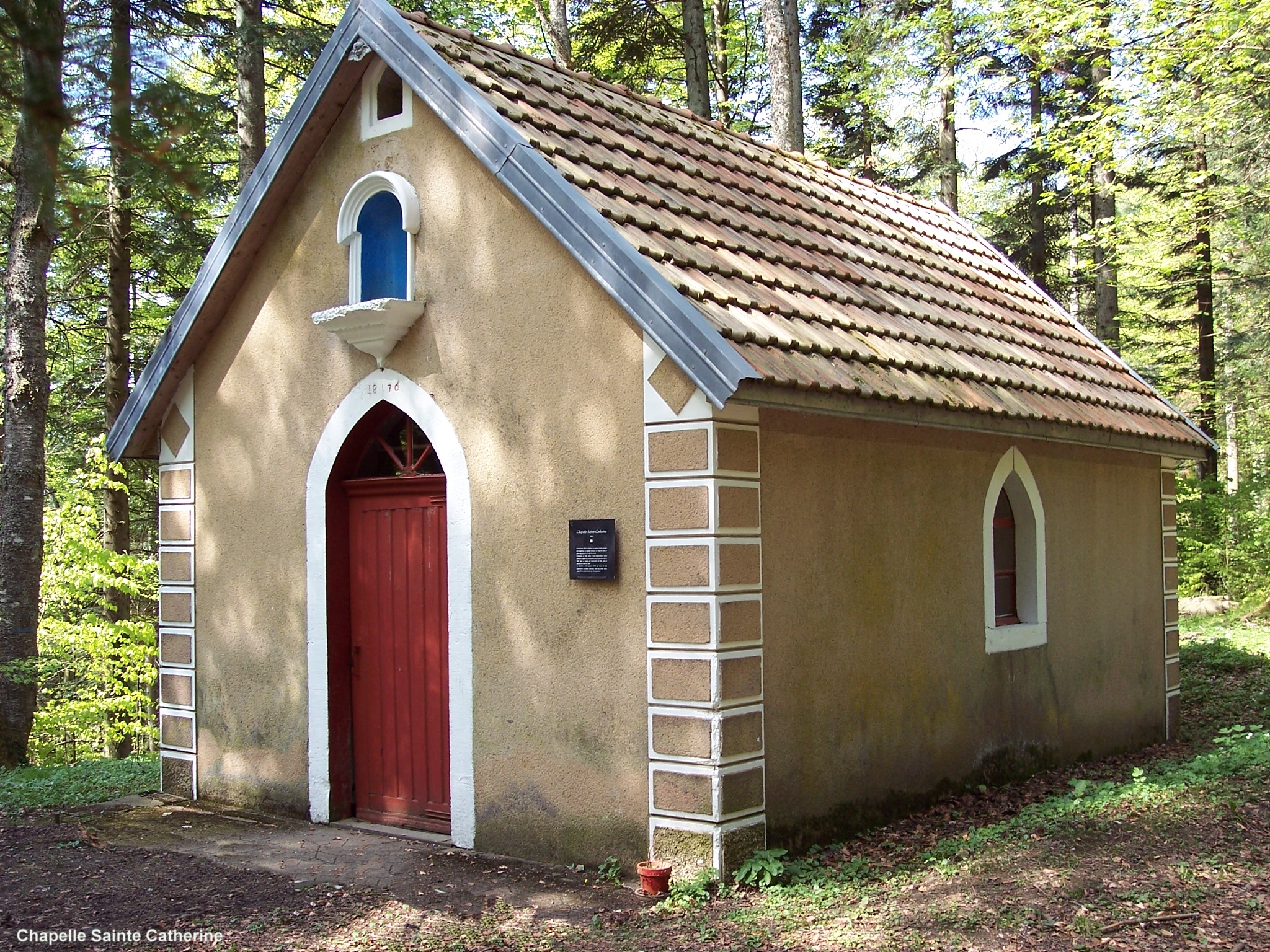
Chapelle Sainte-Catherine.
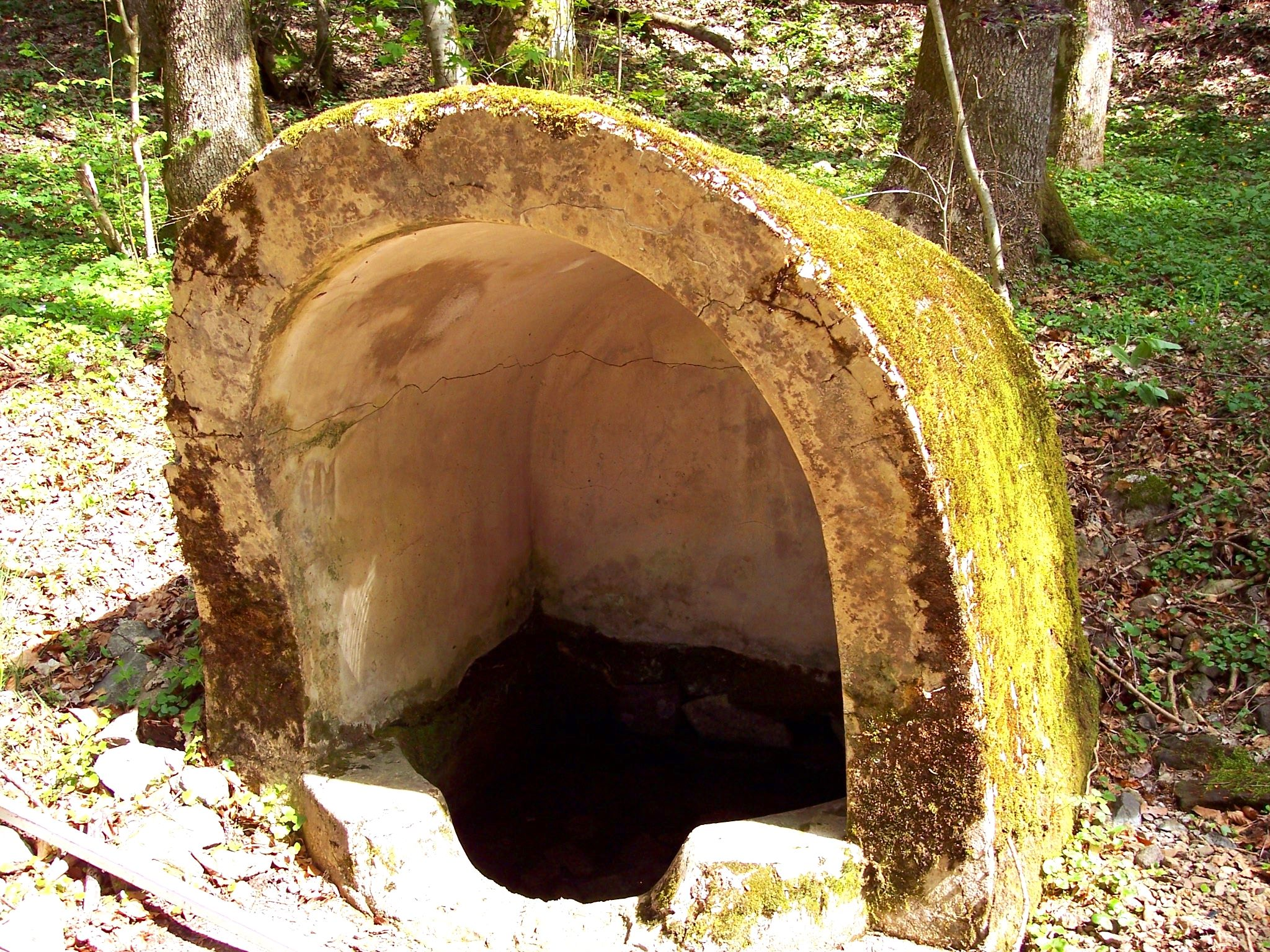
Fontaine Sainte-Catherine.